# Colorado do Oeste
Colorado do Oeste è un comune del Brasile nello Stato di Rondônia, parte della mesoregione del Leste Rondoniense e della microregione di Colorado do Oeste.
Ebbe origine nel 1973, con l'arrivo di coloni attratti dalla terra fertile nella regione.
Il comune è stato istituito con la legge 6921 del 16 giugno 1981, firmata dal presidente João Baptista de Oliveira Figueiredo.